# جيمي أرشيبالد
جيمي أرشيبالد (بالإنجليزية: Jimmy Archibald)‏ (18 سبتمبر 1892 في المملكة المتحدة - 1 يناير 1975) هو لاعب كرة قدم بريطاني (وحمل سابقاً جنسية المملكة المتحدة لبريطانيا العظمى وأيرلندا) في مركز نصف الجناح. لعب مع توتنهام هوتسبير ونادي ساوثيند يونايتد ونادي ليتون أورينت ونادي ماذرويل ونادي مارغيت وAberdare Athletic F.C. ‏ وTunbridge Wells F.C. ‏.